# Агентство по охране окружающей среды США
Агентство по охране окружающей среды США (АООС США) (англ. United States Environmental Protection Agency; EPA) — агентство федерального правительства США, созданное с целью защиты окружающей среды и здоровья людей, для чего разрабатывает и следит за исполнением норм, основанных на законах, принятых Конгрессом. Агентство было предложено Ричардом Никсоном и начало функционировать 2 декабря 1970 года. Агентством руководит администратор, назначаемый президентом и одобряемый Конгрессом. С 11 марта 2021 года эту должность занимает Майкл Риган. Администратор агентства входит в Кабинет США.
EPA имеет штаб-квартиру в Вашингтоне. В целях общенационального контроля созданы 10 специальных регионов Агентства, в каждом из которых есть региональный офис. Агентству принадлежит 27 лабораторий. Агентство проводит оценку состояния окружающей среды, проводит исследования и занимается образовательной работой. В его обязанности входит следить за исполнением принятых стандартов и норм, некоторые из этих обязанностей делегируются штатам.
Агентство имеет около 15 тысяч сотрудников на полной занятости, а также работает со многими людьми на контрактной основе.
В марте 2017 года администрация Трампа выступила с предложением сократить на четверть бюджет Агентства по охране окружающей среды. К 2018 году расходы на охрану окружающей среды сократятся на 25 % — до 6,1 миллиардов долларов. Под сокращение попадет каждый пятый сотрудник. При этом Трамп гарантирует, что проект не будет угрожать безопасности воздуха и воды. Стоимость программы в 2018 году составит 29 миллионов долларов. Приоритетными будут программы очистки сточных вод, в том числе индустриальных, и модернизации системы водоснабжения.
Разрабатывает стандарты для автотранспорта, например EPA-10.

## Регулирование автопрома
Именно эта организация одобряет работу дизельных и бензиновых моторов на их экологическую безопасность,так же тестирует электромобили на предмет автономности.Именно их результаты чаще всего преподносятся как нормативный автономный пробег электромобилей Американского производства.